# تشاس غيسنر
تشاس غيسنر (بالإنجليزية: Chas Gessner)‏ هو لاعب كرة قدم أمريكية أمريكي، ولد في 17 أغسطس 1981 في واشنطن العاصمة في الولايات المتحدة.

## وصلات خارجية
- تشاس غيسنر على موقع مرجع كرة القدم المحترفة.كوم (الإنجليزية)
- تشاس غيسنر على موقع JustSportsStats.com (الإنجليزية)